# Aaron Sowd
Aaron Sowd (né le 3 novembre 1970) est un créateur, écrivain et artiste américain de bandes dessinées. Sowd a commencé sa carrière dans la bande dessinée en tant qu’encreur pour Top Cow, Marvel Comics et DC Comics. Il travaille comme illustrateur et artiste de story-board.

## Biographie
En tant que scénariste, Sowd a travaillé sur Transformers de Michael Bay, Ultimate Avengers 2, Freddy contre Jason, Austin Powers dans Goldmember et God of War. En tant que concepteur conceptuel, Sowd a fourni les conceptions de Solaris de Steven Soderbergh et James Cameron, ainsi que de Human Nature et Virus.
En animation, Sowd a travaillé sur les guides de style pour Titan A.E. et Anastasia pour 20th Century Fox Animation. Les crédits de bande dessinée de Sowd incluent : 9-11 (en), 11 septembre 2001 Histoires à retenir, volume 2. Les travaux de Sowd ont été publiés dans le New York Times, People Magazine, Time Magazine, The Hollywood Reporter, Playboy, Gear et PlayStation Magazine.